# Neuenkirchen-Vörden
Neuenkirchen-Vörden (do 30 września 1993 r. Neuenkirchen (Oldenburg))- gmina samodzielna w Niemczech, w kraju związkowym Dolna Saksonia, w powiecie Vechta.